# 840.
◄ | 8. stoljeće | 9. stoljeće | 10. stoljeće | ►
◄ | 810-ih | 820-ih | 830-ih | 840-ih | 850-ih | 860-ih | 870-ih | ►
◄◄ | ◄ | 837. | 838. | 839. | 840. | 841. | 842. | 843. | ► | ►►
Astronomija • Književnost • Kršćanstvo • Pravo • Promet

## Smrti
- Ludvig I. Pobožni, franački kralj (* 778.)

## Vanjske poveznice
|  | Zajednički poslužitelj ima još gradiva o temi 840. |